# 向阳村街道
向阳村街道，是中华人民共和国四川省攀枝花市东区曾经下辖的一个街道。2019年12月，撤销向阳村街道，将所属行政区域划归弄弄坪街道管辖。

## 行政区划
向阳村街道下辖以下地区：
石华社区、朝阳社区、向阳五村社区和钢花社区。